# Area 51
| Satellitbild och karta över området där Area 51 ligger. Area 51 är den mindre gula rutan märkt 51 på kartan. |  | Satellitbild och karta över området där Area 51 ligger. Area 51 är den mindre gula rutan märkt 51 på kartan. |
| Satellitbild och karta över området där Area 51 ligger. Area 51 är den mindre gula rutan märkt 51 på kartan. |  | |

Area 51 är en amerikansk militär flygplats tillhörande USA:s flygvapen belägen i Lincoln County i delstaten Nevada på den uttorkade sjöbottnen Groom Dry Lake i Mojaveöknen cirka 200 km norr om Las Vegas.
Anläggningen går under flera namn, bland andra:
- Nellis Test Range (officiellt namn för det övningsområde som Area 51 omgärdas av som utgår från Nellis Air Force Base)
- Dreamland (oftast används detta av piloter som ett namn på det förbjudna luftområdet)
- Groom Dry Lake (det namn platsen har på kartan)

Verksamheten på området har sedan 1950-talet omgärdats av sträng sekretess och har troligen därför gett upphov till de många konspirationsteorier som berör Area 51. Det samhälle som är beläget närmast Area 51 heter Rachel. Det lever till stor del av den turism som har sitt upphov i alla myter kring Area 51. Vägen mot Rachel, Highway 375, är officiellt döpt till "Extraterrestrial Highway".

## Beskrivning och historik

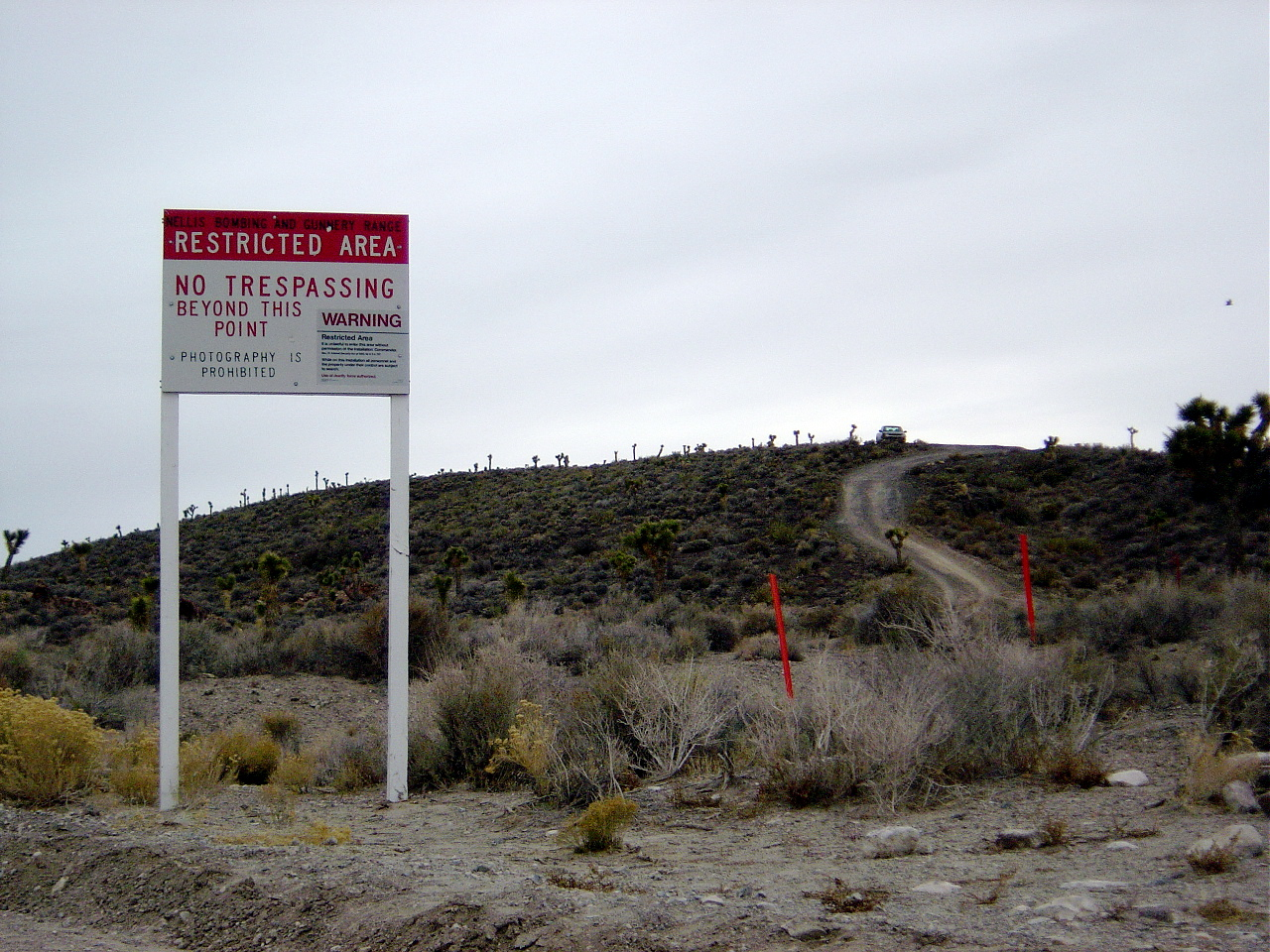
Varningsskylt på tillfartsvägen från Highway 375.

Groom Lake är en uttorkad sjöbotten, och området lämpar sig därför utmärkt för anläggning av start- och landningsbanor för flygplan. Sitt välkända namn fick Area 51 under det så kallade Manhattanprojektet, vid vilket Mojaveöknen i Nevada delades in i områden (på engelska "areas") inför provsprängning av kärnvapen. Nevada National Security Site är det angränsande område väst och sydväst om Area 51 där flera provsprängningar har ägt rum.
Området i det nordöstra hörnet där Groom Lake ligger gavs nummer 51, därav namnet Area 51. Området är 89 kvadratkilometer stort och hela delen där Area 51 är beläget är avspärrat för allmänheten. Värt att notera är också att den längsta av landningsbanorna på basen är hela 7,6 kilometer lång. På Area 51 har utprovning av hemliga flygplansprojekt ägt rum. Bland andra har spionplanen Lockheed U-2 Dragon Lady och Lockheed SR-71 Blackbird från Skunk Works testflugits där innan de blev allmänt kända.
CIA har i och med att dokument från 1950- och 1960-talen från dem har gjorts offentliga erkänt att platsen officiellt har benämnts som Area 51. Den verksamhet som fortgår på Area 51 är alltjämt hemligstämplad. Det påstås att området och anläggningarna bara används för att testa militära flygövervakningsprogram, vilket inte har förhindrat att konspirationsteorier fortfarande frodas.
På området liksom det närbelägna Tonopah Test Range Airport utprovades flygplan och radar från Sovjetunionen som USA fått tag på i syfte att genom reverse engineering utveckla bättre egna system. 1979 överfördes området från CIA till USA:s flygvapen och har sedan dess administrerats som ett detachement av Air Force Flight Test Center vid Edwards Air Force Base.
På 1990-talet stämdes flygvapendepartementet och Environmental Protection Agency (EPA) i federal domstol av tidigare anställda som exponerats av cancerframkallande ämnen inne på området. Området har sedan 1995 undantagits från alla miljöskyddslagar i ett presidentbeslut av Bill Clinton riktat till chefen för EPA och USA:s flygvapenminister som förnyats årligen sedan dess.
Under 2019 lades ett evenemang upp på Facebook kring ett event den 20 september om att storma militärbasen i jakt på utomjordingar. Totalt meddelade över två miljoner människor att de skulle "delta" och över 1,5 miljoner var intresserade av eventet. Eventet blev viralt och flera festivaler anordnades i Rachel. Deltagandet var skralt och enbart 1 500 personer dök upp. Ett tiotal försökte också att storma area 51 och blev tagna av polisen.

## Konspirationsteorier om Area 51

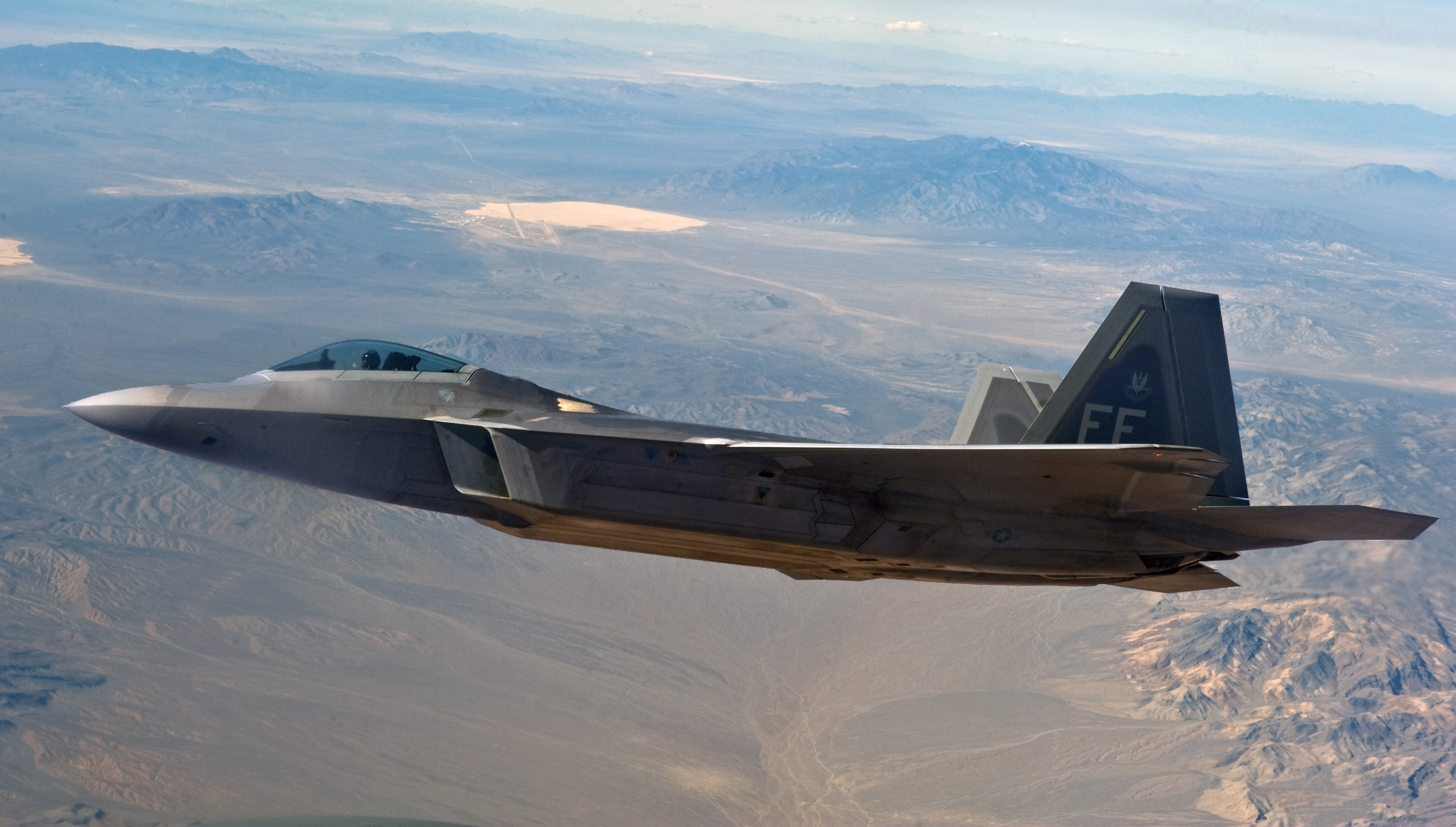
En F-22 Raptor med Area 51 i bakgrunden.

Kring området har funnits mängder av konspirationsteorier och myter. Mest känt är Area 51 sannolikt för utsagor om att där skall ha förekommit UFO-verksamhet. Rykten påstår att militären förvarar kraschade UFO:n där tillsammans med tillfångatagna och döda utomjordingar, från exempelvis Roswellincidenten. Det påstås också att amerikanerna till och med samarbetar med utomjordingar, och att Area 51 då är tänkt att utgöra basen här på jorden vid ett utbytesprogram mellan utomjordingar och människor.
Annie Jacobsen, författare till boken "Area 51", menar att Area 51 skapades som ett resultat av att Stalin och Josef Mengele lyckades skapa UFO-panik i USA.

## Populärkultur
Area 51 förekommer i flera spelfilmer och tv-serier, ofta med koppling till den UFO-mytologi som omgärdar platsen, till exempel i Independence Day.
År 2011 släppte Timelock och Ace Ventura en låt vid namn 51 som även innehöll samplingar där det talades om Area 51.